# Щелкалин, Владимир Георгиевич
Владимир Георгиевич Щелкалин (22 апреля 1933, Воронеж — 17 апреля 2004, там же) — советский и российский певец (бас), режиссёр, народный артист РСФСР.

## Биография
Владимир Георгиевич Щелкалин родился 22 апреля 1933 года в Воронеже. В 1958 году окончил Воронежское музыкальное училище (класс Н. И. Синицыной). 
В 1958—2001 годах работал солистом-вокалистом Воронежской филармонии. С 1990 года — режиссёр. В его репертуаре были практически все основные произведения русских, советских и зарубежных классиков для баса, а также русские народные песни, романсы. Выступал также с ансамблем русской песни «Воронежские девчата». Гастролировал во многих городах страны и за рубежом (Чехословакия, Польша, Югославия, Австрия, Швеция, Италия, Франция, Индия, Пакистан).
В 1975 году фирма «Мелодия» выпустила грампластинку с записью русских народных песен в его исполнении.
Умер 17 апреля 2004 года в Воронеже.

### Семья
- Жена — хореограф, солистка Воронежского народного хора.
- Сын — актёр Сергей Владимирович Щелкалин (род. 1962).

## Награды и премии
- Дипломант Всероссийского конкурса артистов эстрады (1960).
- Заслуженный артист РСФСР (16.03.1960).
- Народный артист РСФСР (28.04.1984).